# Saint-Joseph (Manche)
Saint-Joseph és un municipi francès situat al departament de la Manche i a la regió de Normandia. L'any 2007 tenia 820 habitants.

## Demografia

### Població
El 2007 la població de fet de Saint-Joseph era de 820 persones. Hi havia 308 famílies de les quals 69 eren unipersonals (43 homes vivint sols i 26 dones vivint soles), 90 parelles sense fills, 136 parelles amb fills i 13 famílies monoparentals amb fills.
La població ha evolucionat segons el següent gràfic:
Habitants censats

### Habitatges
El 2007 hi havia 331 habitatges, 311 eren l'habitatge principal de la família, 10 eren segones residències i 10 estaven desocupats. 328 eren cases i 1 era un apartament. Dels 311 habitatges principals, 264 estaven ocupats pels seus propietaris, 45 estaven llogats i ocupats pels llogaters i 2 estaven cedits a títol gratuït; 16 tenien dues cambres, 32 en tenien tres, 80 en tenien quatre i 183 en tenien cinc o més. 242 habitatges disposaven pel capbaix d'una plaça de pàrquing. A 113 habitatges hi havia un automòbil i a 173 n'hi havia dos o més.

### Piràmide de població
La piràmide de població per edats i sexe el 2009 era:
| Homes | Edats   | Dones |
| ----- | ------- | ----- |
| 0     | 95 o +  | 0     |
| 0     | 90 a 94 | 0     |
| 0     | 85 a 89 | 8     |
| 4     | 80 a 84 | 0     |
| 4     | 75 a 79 | 12    |
| 16    | 70 a 74 | 16    |
| 16    | 65 a 69 | 20    |
| 12    | 60 a 64 | 12    |
| 12    | 55 a 59 | 12    |
| 40    | 50 a 54 | 28    |
| 28    | 45 a 49 | 32    |
| 24    | 40 a 44 | 32    |
| 16    | 35 a 39 | 12    |
| 40    | 30 a 34 | 28    |
| 20    | 25 a 29 | 40    |
| 20    | 20 a 24 | 24    |
| 32    | 15 a 19 | 32    |
| 16    | 10 a 14 | 20    |
| 16    | 5 a 9   | 24    |
| 20    | 0 a 4   | 32    |

## Economia
El 2007 la població en edat de treballar era de 527 persones, 403 eren actives i 124 eren inactives. De les 403 persones actives 366 estaven ocupades (201 homes i 165 dones) i 37 estaven aturades (12 homes i 25 dones). De les 124 persones inactives 41 estaven jubilades, 48 estaven estudiant i 35 estaven classificades com a «altres inactius».

### Ingressos
El 2009 a Saint-Joseph hi havia 309 unitats fiscals que integraven 829,5 persones, la mediana anual d'ingressos fiscals per persona era de 17.083 €.

### Activitats econòmiques
Dels 17 establiments que hi havia el 2007, 1 era d'una empresa alimentària, 1 d'una empresa de fabricació d'elements pel transport, 1 d'una empresa de fabricació d'altres productes industrials, 6 d'empreses de construcció, 4 d'empreses de comerç i reparació d'automòbils, 1 d'una empresa immobiliària, 2 d'empreses de serveis i 1 d'una empresa classificada com a «altres activitats de serveis».
Dels 5 establiments de servei als particulars que hi havia el 2009, 1 era un paleta, 2 fusteries, 1 lampisteria i 1 electricista.
L'únic establiment comercial que hi havia el 2009 era una botiga de menys de 120 m².
L'any 2000 a Saint-Joseph hi havia 35 explotacions agrícoles que ocupaven un total de 480 hectàrees.

## Equipaments sanitaris i escolars
El 2009 hi havia una escola elemental.

## Poblacions més properes
El següent diagrama mostra les poblacions més properes.